# Nouvelle-Zélande aux Jeux paralympiques d'été de 2012
La Nouvelle-Zélande participe aux Jeux paralympiques d'été de 2012 (du 29 août au 9 septembre) à Londres. Il s'agit de la onzième participation de ce pays aux Jeux paralympiques d'été.
Le pays est représenté par vingt-quatre athlètes (dont un guide pour cycliste aveugle), dans sept disciplines sportives,. Le drapeau néo-zélandais sera porté par le tireur Michael Johnson lors de la cérémonie d'ouverture des Jeux.
Pour la première fois, les Wheel Blacks, équipe néo-zélandaise de rugby en fauteuil roulant, champions paralympiques en 2004, ne sont pas qualifiés.

## Médaillés
| Sport                  | Discipline                                | Athlète(s)                         | Performance    | Date          |
| Médailles d’or: 6      |                                           |                                    |                |               |
| Natation               | 200 m 4 nages SM10 féminin                | Sophie Pascoe                      | 2 min 25 s 65  | 30 août       |
| Natation               | 100 m papillon S10 féminin                | Sophie Pascoe                      | 1 min 4 s 43   | 1er septembre |
| Natation               | 150 m 4 nages SM4 masculin                | Cameron Leslie                     | 2 min 25 s 98  | 2 septembre   |
| Cyclisme               | Poursuite individuelle B féminine         | Philipa Gay Guide : Laura Thompson | 3 min 32 s 243 | 2 septembre   |
| Natation               | 100 m nage libre S10 féminin              | Sophie Pascoe                      | 1 min 0 s 89   | 6 septembre   |
| Natation               | 200 m 4 nages SM11 féminin                | Mary Fischer                       | 2 min 46 s 91  | 8 septembre   |
| Médailles d’argent: 7  |                                           |                                    |                |               |
| Natation               | 100 m nage libre S11 féminin              | Mary Fischer                       | 1 min 9 s 83   | 31 août       |
| Natation               | 50 m nage libre SM10 féminin              | Sophie Pascoe                      | 28 s 24        | 31 août       |
| Natation               | 100 m dos S11 féminin                     | Mary Fischer                       | 1 min 19 s 62  | 2 septembre   |
| Natation               | 100 m dos S10 féminin                     | Sophie Pascoe                      | 1 min 6 s 69   | 4 septembre   |
| Cyclisme               | Contre-la-montre sur route B féminin      | Philipa Gay Guide : Laura Thompson | 35 min 7 s 68  | 5 septembre   |
| Natation               | 100 m brasse SB9 féminin                  | Sophie Pascoe                      | 1 min 18 s 38  | 8 septembre   |
| Natation               | 100 m brasse SB13 masculin                | Daniel Sharp                       | 1 min 0 s 89   | 6 septembre   |
| Médailles de bronze: 4 |                                           |                                    |                |               |
| Cyclisme               | Poursuite individuelle C5 féminine        | Fiona Southorn                     | 3 min 55 s 867 | 30 août       |
| Cyclisme               | 1 km contre-la-montre sur piste B féminin | Philipa Gay Guide : Laura Thompson | 1 min 11 s 245 | 31 août       |
| Natation               | 50 m nage libre S11 féminin               | Mary Fischer                       | 31 s 67        | 1er septembre |
| Tir                    | Carabine à 10 m debout SH2                | Michael Johnson                    | 704,7 pts      | 2 septembre   |